# 宝寧寺 (長沙市)
宝寧寺（ほうねいじ）は、中華人民共和国湖南省長沙市岳麓区谷山森林公園にある仏教寺院。

## 歴史
唐のとき、谷山蔵禅師が開基し創建した。927年（天成2年）、高僧の宝寧は雲遊30年後に雲母山に来て、寺を建てることを望んで、宝寧は十国楚の鎮南軍節度使の馬希範（後の文昭王）化縁を探して、寺院が創立した後、楚の武穆王馬殷は賜って宝寧禅寺。
明の永楽年間、洪武帝朱元璋の十九男の谷王朱橞は永楽帝朱棣の打圧と迫害を受けて僧として出家し、雲母山は谷王峰・谷山と改称された。
1927年、長沙郊外の農民協会は宝寧寺で設立され、蕭勁光・滕代遠などはよくここで会議を開いた。日中戦争のとき、湖南仏教慈児院がここに設置されている。
1969年秋、紅衛兵は宝寧寺を平地にし、林場を改築した。
2009年11月22日、岳麓区人民政府は寺院の再建を主宰した。

## 伽藍
放生池、山門（天王殿）、鐘楼、鼓楼、伽藍殿、大雄宝殿、禅堂、清規堂、念仏堂、斎堂

## 文学
唐代には、斉己が此に遊び、『遊宝寧寺』を留めている：城裏尋常見碧棱、水辺朝暮送帰僧。数峰雲脚垂平地、一径松声徹上層。寒澗不生浮世物、陰崖猶積去年冰。此生有底難抛事、時復携筇信歩登。